# Герштейн, Аркадий Григорьевич
Ге́рште́йн Аркадий Григорьевич (творч. псевдоним — Субботин; 20 мая 1948, Ленинград — 31 декабря 2005, Санкт-Петербург) — советский музыкант, барабанщик, аранжировщик, руководитель ВИА «Солнце».

## Музыкальная карьера
Вырос в городе Ленинграде, в еврейской семье, блокадников города Ленинграда и ветеранов Великой Отечественной войны. Взял сценический псевдоним Субботин и начал играть в различных группах Ленинграда (одна из них называлась «Мельпомены»), в начале 70-х годов принимал участие в Экспериментальном оркестре Виктора Мосенкова.
В июле 1974 года был приглашён в «Поющие гитары», где сменил Юрия Соколова (позже ВИА «Весёлые голоса»). В то время «Поющие гитары» готовили дебют своей первой рок-оперы «Орфей и Эвридика». Среди музыкантов, пришедших в «Поющие гитары» в том же призыве, были певец Альберт Асадуллин, бас-гитарист Владимир Васильев и гитаристы Валерий Бровко и Семён Шнейдер.
В состав ВИА «Солнце» вошли бас-гитарист Валентин Леонов, и клавишник Анатолий Фомин. В следующие два года ансамбль выступал в качестве аккомпаниаторов и аранжировщиков на студийных записях ряда ведущих ленинградских композиторов: Андрея Петрова, Виктора Резникова, Анатолия Кальварского, Александра Морозова и многих других. В таком качестве ВИА «Солнце» оставило после себя много записей (в том числе пластинки «Мелодии и песни Анатолия Кальварского» (1978), «Оставляем мы сердца частицу — песни на стихи Кима Рыжова» (1978) и т. д.).
Образцом собственного творчества стал миньон ВИА «Солнце» с песнями Александра Морозова на стихи Михаила Рябинина. На следующем миньоне с песнями Аркадия Герштейна, который был записан в советской и российской фирме звукозаписи «Мелодии» в мае 1978 года, пел стремительно набиравший популярность Альберт Асадуллин.
В июле 1979 Герштейн с новой версией группы, в которую вошли Анатолий Федченко (гитара), и Валерий Бровко (бас, до этого выступал в «Поющие гитары»), записали миньон с песнями Сергея Баневича «Счастливый миг, счастливый час» и «На тихой дудочке». В записи был использован один из первых самодельных синтезаторов, на котором играл его изобретатель Александр Супрунов.

## Семья
Мать — Софья Хаимовна Герштейн (1915—1999). Отец — Григорий Борисович Герштейн.
Сестра — Евгения Григорьевна Герштейн.
Сын — Борис Аркадьевич Герштейн (1970—2006).
Сын — Даниил Аркадьевич Борзенко, проживает в городе Санкт-Петербург занимается бизнесом, женат на Галине Александровне Рублевой (автор книги «Зарождение женщины») и имеет 5 детей.

## Основные работы

### Дискография
- 1978 — ВИА «Солнце»: Утренний туман, Ехали мы в поезде, Девушка в море (А.Морозов-М.Рябинин).
- 1978 — ВИА «Солнце»: Моей душе покоя нет, из к/ф «Служебный роман» (А.Петров, обр. С. Доброва-Р.Бернс, пер. С.Маршака), Праздник дождя (Л.Доброва, обр. С.Доброва-А.Ольгин) Белая лодка (Л.Доброва, обр. С.Доброва-В.Вербин), Альберт Асадуллин.
- 1978 — Мелодии и песни Анатолия Кальварского: Да, это счастье (К.Рыжов) — Н. Бродская, Хороша была любовь (Л.Шишко), А.Иванова, ВИА «Солнце».
- 1978 — Оставляем мы сердца частицу. Песни на стихи Кима Рыжова. Да, это счастье (А.Кальварский), Н.Бродская, ВИА «Солнце».
- 1979 — «Песни Валентина Левашова», Последняя встреча (В.Крутецкий), М.Боярский, ВИА «Солнце».
- 1979 — В моей душе покоя нет (А.Петров, обр. С.Доброва-Р.Бернс, пер. С.Маршака, ВИА «Солнце».
- 1979 — У природы нет плохой погоды (А.Петров, обр. С. Доброва, Э.Рязанов), ВИА «Солнце».
- 1979 — Песни советского кино. В моей душе покоя нет (А.Петров, Р.Бернс, С.Маршак) — А.Фрейндлих, ВИА «Солнце».
- 1979 — Елена Дриацкая и Виктор Кривонос. «На тихой дудочке любви», Греза о мире, На тихой дудочке любви (С.Баневич, обр. В.Бровко, Т.Калинина), ВИА «Солнце».
- 1979 — Ленинградский сувенир 2-я пластинка. Белая лодка (Л.Доброва, обр. С.Доброва, В.Вербин), Альберт Асадуллин, ВИА «Солнце».
- 1980 — Елена Дриацкая и Вера Артюх (вокальный дуэт). Не забывай (И.Дунаевский-М.Матусовский). El condor pasa / Орел пролетает (перуанская н.п.,обр. В.Бровко), Тогда летим (В.Бровко-Т.Калинина), ВИА «Солнце».
- 1981 — Песни советского кино. У природы нет плохой погоды (А.Петров, обр. С.Доброва, Э.Рязанов), А.Фрейндлих, ВИА «Солнце».
- 1981 — «Я вернусь» (С.Добров-А.Аяров), «Дяденька — музыкант» (Л.Квинт, А.Аяров), «Крылья в небе» из к/ф «Синяя птица» (А.Петров, обр. С..Доброва-Т.Калинина), Альберт Асадуллин
- 1982 — «Приглашаем отдохнуть», Не забывай (И. Дунаевский — М. Матусовский) — Е. Дриацкая, В.Артюх, ВИА «Солнце»; (компакт-кассета)
- 1982 — «Приятный сюрприз», Я вернусь (С.Добров, А.Аяров), «Дяденька музыкант» (Л.Квинт, А.Аяров), «Крылья в небе» из к/ф «Синяя птица» (А.Петров, обр. С.Доброва, Т.Калинина), Альберт Асадуллин, ВИА «Солнце»; (компакт-кассета)
- 1983 — Поют Алиса Фрейнлих и Александр Троицкий (компакт-кассета). В моей душе покоя нет (А.Петров-Р.Бернс). У природы нет плохой погоды (А.Петров, Э.Рязанов), Алиса Фрейнлих, ВИА «Солнце».
- 1986 — А. Петров — «Голубые города», У природы нет плохой погоды из к/ф «Служебный роман» (Э.Рязанов), В моей душе покоя нет из к/ф «Служебный роман» (Р.Бернс, пер. С.Маршака), Алиса Фрейндлих, ВИА «Солнце» п/у Семена Доброва.
- 1987 — Заповедная страна. Песни на стихи Юрия Поройкова Заповедная страна (А.Третьяков) — Е.Семёнова Два вопроса (Е.Ростовский) — А.Глызин и В.Пресняков Нагадали(А.Третьяков) — О.Зарубина Когда-нибудь (Е.Ростовский) — П.Смеян Остановись (А.Третьяков) — А.Глызин Любви моей (Е.Ростовский) — А.Глызин и В.Пресняков Берега (А.Третьяков) — П. Смеян, Это ж надо (А.Третьяков) — Е.Семёнова Воспоминание (Е.Ростовский) — М.Боярский, Ансамбль п/у Семёна Доброва.
- 2005 — Самая откровенная музыка в СССР (CD): El condor pasa (обр. В.Бровко), Тогда летим (В.Бровко, Т.Калинина), Елена Дриацкая и Вера Артюх (вокальный дуэт), ВИА «Солнце», Хороша была любовь (Л.Шишко) — А. Иванова, ВИА «Солнце».
- 2008 — «Альберт Асадуллин. Золотая коллекция ретро» (2CD), «Праздник дождя» (Л.Квинт, А.Ольгин), «Я вернусь» (С. Добров), ВИА «Солнце».
- 2009 — Легенды Советской эстрады 70-80-е (CD) CD 4: «Шире круг» «Нагадали» (А.Третьяков, Ю.Поройков), О. Зарубина, ВИА «Солнце».
- 2010 — Радио Мелодия. Хроника эстрадной музыки СССР (2010)(CD): Не забывай — ВИА «Солнце», вокальный дуэт Е. Дриецкая и В.Артюк.
- 2011 — «Золотые хиты ВИА. Песни Александра Морозова»: «Девушка в море» (М.Рябинин), «Ехали мы в поезде» (М.Рябинин), «Утренний туман» (М.Рябинин), ВИА Солнце.
- 2011 — Имена на все времена «Звезды ленинградской эстрады»: «У природы нет плохой погоды» — А.Фрейндлих, ВИА «Солнце».
- 2013 — «Неприметная красота. Песни Александра Морозова (Золотые хиты ВИА)»: «Девушка в море», «Ехали мы в поезде», «Утренний туман» — (М.Рябинин), ВИА «Солнце».